# Championnats du monde de descente de canoë-kayak 1977
Navigation
Championnats du monde de descente 1975 Championnats du monde de descente 1979
Les 10e championnats du monde de descente en canoë-kayak de 1977 se sont tenus à Spittal en Autriche, sous l'égide de la Fédération internationale de canoë.

C'est la 3e fois que la ville reçoit ces championnats après ceux de 1963 et de 1965.

## Podiums

### K1
| Rang               | Athlète           | Pays                 | Temps |
| ------------------ | ----------------- | -------------------- | ----- |
| Médaille d'or      | Gerhard Peinhaupt | Autriche             |       |
| Médaille d'argent  | Michel Magdinier  | France               |       |
| Médaille de bronze | Bernd Kast        | Allemagne de l'Ouest |       |

| Rang               | Athlète            | Pays                 | Temps |
| ------------------ | ------------------ | -------------------- | ----- |
| Médaille d'or      | Gisela Steigerwald | Allemagne de l'Ouest |       |
| Médaille d'argent  | Elsbeth Käser      | Suisse               |       |
| Médaille de bronze | Dominique Berigaud | France               |       |

| Rang               | Athlète                                          | Pays                 | Temps |
| ------------------ | ------------------------------------------------ | -------------------- | ----- |
| Médaille d'or      | Peter Haas Hans Schlecht Gerhard Peinhaupt       | Autriche             |       |
| Médaille d'argent  | Degenhard Pfeiffer Peter Gunzenberger Bernd Kast | Allemagne de l'Ouest |       |
| Médaille de bronze | Michel Magdinier Henry Estanguet Claude Bénézit  | France               |       |

| Rang               | Athlète                                              | Pays                 | Temps |
| ------------------ | ---------------------------------------------------- | -------------------- | ----- |
| Médaille d'or      | Brigitte Gödecke Gisela Grothaus Renate Prijon       | Allemagne de l'Ouest |       |
| Médaille d'argent  | Kathrin Weiss Alena Kucera Elisabeth Käser           | Suisse               |       |
| Médaille de bronze | Dominique Berigaud Bernadette Roche Jocelyne Roupioz | France               |       |

### C1
| Rang               | Athlète          | Pays                 | Temps |
| ------------------ | ---------------- | -------------------- | ----- |
| Médaille d'or      | Ernst Libuda     | Allemagne de l'Ouest |       |
| Médaille d'argent  | Gilles Zok       | France               |       |
| Médaille de bronze | Oldrich Blazicek | Tchécoslovaquie      |       |

| Rang               | Athlète                                     | Pays                 | Temps |
| ------------------ | ------------------------------------------- | -------------------- | ----- |
| Médaille d'or      | François Bonnet Gilles Zok Jean-Luc Verger  | France               |       |
| Médaille d'argent  | Oldrich Blazicek Jan Cervenka Milan Gaba    | Tchécoslovaquie      |       |
| Médaille de bronze | Willi Fiedler Ernst Libuda Josef Schumacher | Allemagne de l'Ouest |       |

### C2
| Rang               | Athlète                           | Pays                 | Temps |
| ------------------ | --------------------------------- | -------------------- | ----- |
| Médaille d'or      | Roland Schindler Dieter Pioch     | Allemagne de l'Ouest |       |
| Médaille d'argent  | Peter Probst Hardy Künzli         | Suisse               |       |
| Médaille de bronze | Helmo Müllneritsch Helmar Steindl | Autriche             |       |

| Rang               | Athlète                                                 | Pays                 | Temps |
| ------------------ | ------------------------------------------------------- | -------------------- | ----- |
| Médaille d'or      | Gefeller / Berngruber Schindler / Pioch Schmidt / Roock | Allemagne de l'Ouest |       |
| Médaille d'argent  | Wyss / Wyss Walter / Hirsch Künzli / Probst             | Suisse               |       |
| Médaille de bronze | Jacquet / Hayne Dubernet / Paoletti Rigaut / Bernard    | France               |       |

| Rang               | Athlète                          | Pays                 | Temps |
| ------------------ | -------------------------------- | -------------------- | ----- |
| Médaille d'or      | Catherine Mollard Gérard Mollard | France               |       |
| Médaille d'argent  | Imgard Rose Eckehard Rose        | Allemagne de l'Ouest |       |
| Médaille de bronze | Rosine Billet Bernard Billet     | France               |       |

## Tableau des médailles
| Rang  | Nation               | Or | Argent | Bronze | Total |
| ----- | -------------------- | -- | ------ | ------ | ----- |
| 1     | Allemagne de l'Ouest | 5  | 3      | 2      | 10    |
| 2     | France               | 3  | 2      | 5      | 10    |
| 3     | Autriche             | 2  | 0      | 1      | 3     |
| 4     | Suisse               | 0  | 4      | 0      | 4     |
| 5     | Tchécoslovaquie      | 0  | 1      | 1      | 2     |
| 6     | États-Unis           | 0  | 0      | 1      | 1     |
| Total | Total                | 10 | 10     | 10     | 30    |